# Firewalld
firewalld는 리눅스 운영 체제를 위한 방화벽 관리 도구이다. 리눅스 커널의 넷필터 프레임워크를 위한 프론트엔드 역할을 함으로써 방화벽 기능들을 제공한다. firewalld의 현재의 기본 백엔드는 nftables이다. 0.6.0 이전까지 iptables가 기본 백엔드였다. 추상화를 통해 firewalld는 nft와 iptables 명령 줄 프로그램들의 대안으로서의 역할을 한다. firewalld라는 이름은 방화벽을 의미하는 firewall과 데몬(daemon)의 앞자리 "d"를 붙인 것이다.
파이썬으로 개발되었다. C++로 이식할 계획이었으나 포팅 프로젝트는 2015년 1월 폐기되었다.